# Aegires leuckartii
Aegires leuckartii is een slakkensoort uit de familie van de Aegiridae. De wetenschappelijke naam van de soort is voor het eerst geldig gepubliceerd in 1853 door Vérany.